# Pimpinella flaccida
Pimpinella flaccida là một loài thực vật có hoa trong họ Hoa tán. Loài này được C.B. Clarke miêu tả khoa học đầu tiên năm 1889.